# Classe Kresta II
Le navi del Progetto 1134A o Classe Kronštadt sono note in occidente come classe Kresta II e costituirono nella Marina Sovietica l'evoluzione della Classe Kresta I con un passaggio dal ruolo antinave a quello ASW.
Il progetto 1134A derivato dal Progetto 1134 ha avuto ulteriori sviluppi nel Progetto 1134B o Classe Kara.
La classe è composta da dieci unità, tutte ritirate dal servizio.

## Caratteristiche
Essendo cambiate le priorità della Marina Sovietica solo quattro furono le unita costruite della Classe Kresta I in configurazione ASuW. Le successive dieci unità del Progetto 1134A, conosciute in Occidente come Kresta II, sono state concepite come grandi navi antisommergibili, e giustamente sono state classificate dai sovietici BPK (BPK: Bol'šoyj Protivolodonyj Korabl') e dal punto di vista dell'equipaggiamento simili ai Classe Kashin. Esse erano armate con 2 lanciatori quadrupli per i missili SS-N-14 Silex, che ad un ruolo primariamente antisom aggiungono anche un secondario compito antinave.
Erano sensibilmente più grandi delle Kresta I e dotate di alette antirollio per l'impiego in condizioni di mare molto agitato.
Con l'introduzione del Silex, il primo missile multiruolo sovietico, si raggiunse un obiettivo interessante, consistente nel passare ad unità navali più marcatamente dedicate alla caccia antisommergibili. Il missile, sebbene fosse un compromesso, ingombrante e costoso, era affidabile, e poteva ingaggiare anche unità navali.
Che poi sarebbe stato meglio sviluppare un missile antisom leggero, con meno pretese in termini di gittata (soprattutto per colpa del "doppio ruolo") ed eventualmente vettore di un siluro di calibro più ridotto, lasciando ad una batteria di missili antinave SS-N-2 Styx/SS-N-9 Siren tale ruolo, è verosimilmente corretto.
Come pietra di paragone, i missili francesi Malafon avevano una funzione simile, con gittata di 13 km appena (contro 55) ed erano un vettore per siluro da 550mm, abbastanza leggero (1300 kg al lancio) da essere sistemabile anche su di rampe ricaricabili. Nel caso dei Suffren, una rampa di lancio a mezza nave aveva una dotazione di 13 armi, le quali potevano essere usate anche come missili antinave (erano radiocomandati) su distanze ragionevoli, che da un alto concorrevano nel ruolo antinave con i cannoni da 100mm mentre dall'altro erano più che sufficienti per l'uso come arma antisom. I Suffren si affidavano ad una batteria di missili MM.38 Exocet, con 4 armi, per i compiti antinave più impegnativi. Nel caso dei missili SSN-14, il problema è stato evidentemente quello di pretendere troppo da un unico missile, con il risultato di avere un'arma troppo vulnerabile come vettore di attacchi antinave, e troppo pesante e costosa come vettore di siluri antisom.
Per il resto, le Kresta II avevano, grazie alla maggiore disponibilità di spazio, una batteria di missili SAM potenziata, con 48 SA-N-3 Goblet, la versione migliorata del precedente SA-N-1, chiamata Strhom dai sovietici. Aveva più gittata e un sistema di guida migliorato, sebbene anche il peso fosse aumentato.
Infine, da segnalare l'introduzione dei CIWS ADG-630 come arma standard, uno dei primissimi casi di navi dotate di tali armamenti specializzati antimissile. Esse vennero infatti varate tra il 1970 e il 1977.
Anche le apparecchiature elettroniche hanno avuto un'evoluzione, con un nuovo sonar a media frequenza (e non a bassa, come il precedente), e l'elicottero Ka-25 in versione antisom.

## Servizio
Le Kresta I e II hanno fatto parte della flotta sovietica in funzioni di navi antisom e di capo flottiglia, operando con tutte le flotte: nel 1983 era segnalato un Kresta I e 5 II con la flotta dell'Artico, 1 I e 3 II con quella del Pacifico, 2 I e 2 II in quella del Baltico.
Progressivamente, esse sono state soppiantate dalle classi Kara e soprattutto dai cacciatorpediniere classe Udaloy, grazie a 2 elicotteri e al sonar a profondità variabile, strumento essenziale per la caccia antisom.